# Saint-Senier-de-Beuvron
Saint-Senier-de-Beuvron – miejscowość i gmina we Francji, w regionie Normandia, w departamencie Manche.
Według danych na rok 1990 gminę zamieszkiwały 334 osoby, a gęstość zaludnienia wynosiła 30 osób/km² (wśród 1815 gmin Dolnej Normandii Saint-Senier-de-Beuvron plasuje się na 564. miejscu pod względem liczby ludności, natomiast pod względem powierzchni na miejscu 436.).